# Schwellenenergie
Die Schwellenenergie oder Energieschwelle ist die Energie, die einem physikalischen System mindestens zugeführt werden muss, um eine bestimmte Reaktion auszulösen. Dass es Schwellenenergien gibt, ist Ausdruck des Energieerhaltungssatzes.
Die Bezeichnung Schwellenenergie wird hauptsächlich in Kernphysik und Teilchenphysik verwendet. Entsprechende Begriffe sind beispielsweise Ionisierungsenergie in der Atomphysik oder Aktivierungsenergie in der Chemie. Ein verwandter Begriff ist die Dissoziationsenergie bzw. Bindungsenergie.

## Kernphysik
Für viele Kernreaktionen müssen die Stoßpartner (viz. Teilchen) eine Schwellenenergie als kinetische Energie „mitbringen“, weil z. B. 
- der Coulombwall überwunden werden muss,
- ein Mindest-Anregungszustand erreicht werden muss,
- oder die Reaktion insgesamt endotherm ist.

Unterhalb der Schwellenenergie ist der Wirkungsquerschnitt Null, die Reaktion findet nicht statt. Lediglich der Tunneleffekt kann die scharfe Schwelle etwas „aufweichen“. Dies ist z. B. der Fall bei spontaner Spaltung.

## Teilchenphysik
Bei hochenergetischen Teilchenstößen können neue Teilchen entstehen. Ist die Gesamtenergie der beiden zusammenstoßenden Teilchen (Summe ihrer Ruheenergien plus kinetische Energie ihrer Relativbewegung) größer als die Ruheenergie eines möglichen neuen Teilchens, gibt es einen von Null verschiedenen Wirkungsquerschnitt für dessen Bildung; die Schwellenenergie ist also gleich dieser Ruheenergie. Ist die Eingangsenergie kleiner, kann das neue Teilchen nur virtuell gebildet werden, anschaulich gesagt: es existiert nur für so kurze Zeit, dass die Energie-Zeit-Unschärferelation die Verletzung der Energieerhaltung „erlaubt“, und zerfällt dann wieder. Auch dieser Vorgang lässt sich aber in den Messergebnissen, beispielsweise den Richtungsverteilungen der Teilchen nach dem Stoß, erkennen.